# 陈祖庇
陈祖庇（1930年—），男，福建泉州人，中国石油工程师，教授级高级工程师，曾任第八、九届全国政协委员。